# Jürgen Großkurth
Jürgen Großkurth (auch H.J. Großkurth,  H. Jürgen Großkurth oder Hans Jürgen Großkurth; * 13. April 1949 in Bebra) ist ein deutscher Schriftsteller, Dichter, Lyriker und Autor. Er lebt und arbeitet in Bebra.

## Leben
Nach dem Abitur 1968 in Rotenburg an der Fulda studierte Jürgen Großkurth Erziehungswissenschaften mit den Schwerpunkten Bildende Kunst und Evangelische Theologie und Didaktik der Glaubenslehre in Gießen. Nach dem Ersten Staatsexamen 1972 arbeitete er kurzzeitig als Aushilfsarbeiter und auch als Musiker in verschiedenen Bands.
Im September 1972 wurde er als Referendar in den Schuldienst des Landes Hessen eingestellt. Nach einer Erweiterungsprüfung in Germanistik arbeitete er ab 1974 als Haupt- und Realschullehrer in Ronshausen und dann in Bebra.
Von 1976 bis 2011 ist er als Kreisverbindungslehrer in der Kreisschülervertretung des Landkreises Hersfeld-Rotenburg tätig. Gleichzeitig trat er 1976 in der Verband deutscher Schriftsteller/VS Hessen ein. Ehrenamtlich engagierte er sich ab 1977 im Ortsverband Bebra der Gewerkschaft Erziehung und Wissenschaft (GEW). Von 1982 bis 1986 gehörte er zum Trio der Kreisvorsitzenden der GEW.
Seit 1971 ist er Mitglied der Sozialdemokratischen Partei Deutschlands und war lange Jahre Schriftführer im Ortsvereinsvorstand der SPD, 1993/94 deren Vorsitzender und bis dato Vorstandsmitglied. Daneben gehört er dem Unterkreisvorstand der SPD an. 1981 bis 2001 war er in der Ökumenischen Kurseelsorge in Kurhessen und Waldeck als Referent auf Vortrags- und Lesetour. 1989 bis 2001 gehörte er dem Kirchenvorstand der Kirchengemeinde Bebra an. Von 1989 bis 2011 war er Ehrenamtlicher Stadtrat im Magistrat der Stadt Bebra und seit 2001 Mitglied des Kreistages Hersfeld-Rotenburg.
Seine ersten Texte veröffentlichte er schon als Schüler 1967 in der Kasseler Post und Hessischen Allgemeinen. Sein 1981 im Hamburger Verlag Agentur des Rauhen Hauses veröffentlichtes Geburtstagsbuch Ein liebes Wort war ein Bestseller. In zahlreichen Lesungen (Schulen, Altenhilfeeinrichtungen, Justizvollzugsanstalten und Vortragssälen, bsw. in Kurorten) las er aus seinen Werken und stellte darüber hinaus auch über ein Jahrzehnt im „vbw“ Eschwege sowie beim Hessentag 1985 andere hessische Autoren vor. Nunmehr betreut der österreichische Verlag Wolfgang Hager seine Publikationen.
So liegen inzwischen 11 Einzelpublikationen und mehr als hundert Mitveröffentlichungen in Anthologien vor. Auch als Herausgeber von Lyrik trat er hervor. 1976 wurde er von der Zeitschrift Das Boot mit einer Anerkennungsurkunde ausgezeichnet, 1977 wurde in der Welt am Sonntag – Ausgabe 23/77 – ein Cartoon von ihm Cartoon der Woche; 1988 wurde er für sein (Lyrik-)Gesamtwerk als dritter Preisträger im HAFIZ-Literaturwettbewerb ausgezeichnet.

## Werke

### Einzelveröffentlichungen
- Worte im Wind. Lyrik, 1980, (Reihe das Gedicht im Brief 29), ISBN 3-88319-020-9.
- ... ein liebes Wort ... Grüße zum Geburtstag. Lyrik und Prosa, 1981, (Fundus-Taschenbuch 28), ISBN 3-7600-0321-4.
- Filigran zernagt. Gedichte, 1981, (Lyrik-Reihe 3), ISBN 3-88788-002-1.
- In all den Jahren. Gedichte, bibliophile Ausgabe mit Grafiken von Eric van der Wal, 1983, Verlag Eric van der Wal/Bergen-Holland.
- An-Schläge. Prosa und Lyrik, 1989, ISBN 3-88717-069-5.
- Irgendwann. Gedichte, 1989, (Lyrik-Reihe 4), ISBN 3-88788-008-0.
- Seegang, Prosa und Poesie, 1989, Verlag ZEITschrift A-Stolzalpe, ISBN 3-900578-46-X
- Ein Mädchen für gewisse Stunden. GESCHICHTEN und GEDICHTE, 1997, Verlag ZEITschrift A-Stolzalpe
- Landgang. GEDICHTE und GESCHICHTEN, 2003, ISBN 3-902400-06-4
- C/old Plays – k/alte Spiele neue Gedichte. Gedichte, 2008, ISBN 978-3-900578-78-7.

### Mitautorenschaft (Auszug)
- Inge und Theo Czernik (Hrsg.): Ich lebe aus meinem Herzen. Gedichte.  Edition L., Loßburg 1975.
- Elke Schwarz (Hrsg.): Lieben, glauben und vertrauen. LYRIK und KURZPROSA, 1976, ISBN 3-921-531-04-7
- Peter Coryllis (Hrsg.): Deine Welt im knappen Wort. Aphorismen unserer Freunde. Kleine Anthologie. Hrsg.: Peter Coryllis, Der Steg, Dülmen 1976, (Lichtbandreihe 3), ISBN 3-921446-35-X.
- Ernst Reichelt (Hrsg.): Solange ihr das Licht habt. LYRIK, 1977, Convent-Verlag
- Lyrik heute. Gedichte. Eine Auswahl neuer deutscher Lyrik. Cernik-Verlag Edition L, Hockenheim 1978, ZDB-ID 1041822-2.
- Carl Heinz Kurz (Hrsg.): Kreis im Kreise. Anthologie d. „Ersten Schritte“. Teil 2. Verlag der Dittmer Publikationen, Scheden 1978, ISBN 3-88297-052-9.
- Johanna Jonas-Lichtenwallner (Hrsg.): Haiku. Eine Sammlung aus dem deutschen Sprachraum. Augarten-Verlag Szabo, Wien 1980, ISBN 3-900147-51-5.
- Heinrich Droege (Hrsg.): Schön ist die Jugend bei guten Zeiten. LYRIK und KURZPROSA, 1980, Athenäum, ISBN 3-7610-8080-8
- Heiner Grote (Hrsg.): Thema: Martin Luther, BILDER, TEXTE, Vorschläge für den Unterricht. 1982. Vandenhoeck & Ruprecht, Göttingen, ISBH 3-525-78294-2
- Verband deutscher Schriftsteller (VS), Frank Arlig, Adam Seide: Friedensfibel. Anthologie mit Bildern. Eichborn Verlag, Frankfurt sowie Büchergilde Gutenberg, Frankfurt/Main, ISBN 3-8218-10092, 1982
- Manfred Baumotte (Hrsg.): Zum Geburtstag alles Gute. PROSA im Großdruck, 1984, Gütersloher Verlagshaus Gerd Mohn, Nr. 2430
- Theo Czernik (Hrsg.): Mit dem Fingernagel in Beton gekratzt. Zeitkritische Lyrik. Edition L, Loßburg/Schwarzwald 1985, ISBN 3-924600-10-4
- Bruno Horst Bull (Hrsg.): Poesie fürs Album. POESIE, 1985, Don Bosco Verlag, ISBN 3-7698-0512-7.
- Axel Kutsch (Hrsg.): Gegenwind. LYRIK, 1985, Autoreninitiative Köln
- Klaus Gasseleder; Albert Herrenknecht (Hrsg.): Haß-Liebe Provinz, ESSAYS, PROSA und POESIE. 1986, ISBN  3-923611-08-0
- Matthias T.J. Grimme (Hrsg.): Käufliche Träume. PROSA und POESIE, 1986, Rowohlt, ISBN  3-499-18210-6
- Friedens-Schule. terre des hommes: Eulenspiegel Nr. 19, 1986
- Heike Laufenberg; Gregor C. Schell (Hrsg.):  Die Zeit der Weihnachtsmaus. Hrsg.: Heike Laufenberg und Gregor C. Schell, PROSA und POESIE, 1989, ISBN 3-925323-34-1
- Herbert Hartmann (Hrsg.): Geburtstagsfreude. POESIE und PROSA, 1989, Christliche Verlagsanstalt, ISBN 3-7673-8634-8
- Sabine Odierna (Hrsg.): Liebesgeschichten aus dem Alltag. PROSA, 1989, Rowohlt, ISBN 3-499-18244-0
- Dittmar Werner (Hrsg.): Ferienreif – einfach ferienreif. LYRIK und PROSA, 1991, AOL-Verlag, ISBN 3-89111-385-4
- Ingo Cesaro (Hrsg.): Das Gewicht des Glücks. Haiku, Neue Cranach Presse, Kronach, 2004
- Bertelsmann Club Premiere (Hrsg.): Es ist schön, das Leben. Bertelsmann Verlag, Gütersloh, 2006, Nr. 084794
- Ingo Cesaro (Hrsg.): Himmel wolkenlos. Haiku, Neue Cranach Presse, Kronach, 2009
- Ingo Cesaro (Hrsg.): Bei Licht betrachtet. Haiku, Neue Cranach Presse, 2010
- Ingo Cesaro (Hg.): Dichters Landschaften Haiku, Neue Cranach Presse, 2011
- Ingo Cesaro (Hg.): Nur Wetterleuchten? Haiku, Neue Cranach Presse, 2012

## Herausgebertätigkeit
- Moderne Lyrik – mal skurril. LYRIK-Anthologie, 1977, ISBN 3-87998-811-0
- Gratwanderungen – LYRIK der achtziger Jahre. zus. mit Dr. C. H. Kurz, 1983, ISBN 3-922-735-916
- Inseln im Alltag. LYRIK-Anthologie, 1986, Edition G (1. und 2. Auflage)